# Cryptoblepharus balinensis
Espèce
Synonymes
- Cryptoblepharus boutonii baliensis Barbour, 1911
- Cryptoblepharus boutonii sumbawanus Mertens, 1928
- Cryptoblepharus sumbawanus Mertens, 1928

Cryptoblepharus balinensis est une espèce de sauriens de la famille des Scincidae.

## Répartition
Cette espèce est endémique d'Indonésie. Elle se rencontre sur les îles de Java de Bali, de Madura, de Lombok et de Sumbawa ainsi que dans les îles Karimun Jawa et dans les îles Kangean.

## Liste des sous-espèces
Selon The Reptile Database (28 août 2012) :
- Cryptoblepharus balinensis balinensis Barbour, 1911
- Cryptoblepharus balinensis sumbawanus Mertens, 1928

## Étymologie
Son nom d'espèce, composé de bali et du suffixe latin -ensis, « qui vit dans, qui habite », lui a été donné en référence au lieu de sa découverte : l'île de Bali.

## Publications originales
- Barbour, 1911 : New lizards and a new toad from the Dutch East Indies, with notes on other species. Proceedings of the Biological Society Washington, vol. 24, p. 15-22 (texte intégral).
- Mertens, 1928 : Neue Inselrassen von Cryptoblepharus boutonii (Desjardin). Zoologischer Anzeiger, vol. 78, p. 82-89.